# Денатурация белков

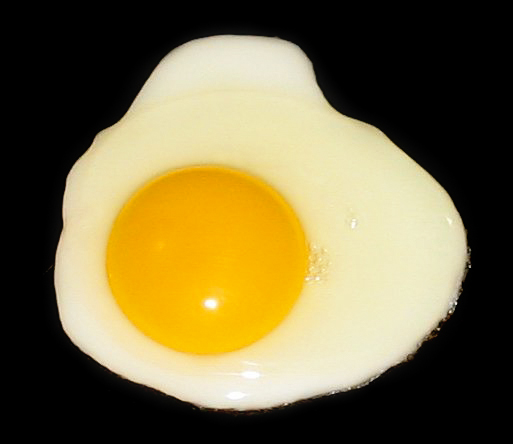
В процессе приготовления куриных яиц происходит денатурация яичных белков

Денатура́ция белко́в (лат. denaturatus — лишённый природных свойств; от de- — приставка, означающая отделение, удаление + natura — природа, естество) — изменение нативной конформации (природной формы) (англ. native state) белковой молекулы под действием различных дестабилизирующих факторов. Аминокислотная последовательность белка не изменяется. Приводит к потере белками их естественных свойств (растворимости, гидрофильности и др.).
Процесс денатурации отдельной белковой молекулы, приводящий к распаду её «жёсткой» трёхмерной структуры, иногда называют плавлением молекулы.

## Механизмы денатурации

Зависимость скорости ферментативной реакции от температуры. При низких температурах скорость реакции мала, так как малая доля молекул реагентов имеет энергию выше энергии активации реакции. При повышении температуры вначале скорость реакции нарастает, а затем падает из-за снижения активности фермента, обусловленного его структурными изменениями. При достаточно высокой температуре происходит денатурация белковой молекулы фермента и полное падение его каталитической активности

Практически любое заметное изменение внешних условий, например нагревание или существенное изменение pH, приводит к последовательному нарушению четвертичной, третичной и вторичной структур белка.
Обычно денатурация вызывается повышением температуры, действием сильных кислот и щелочей, солей тяжёлых металлов и многозарядных ионов, например ионов {\displaystyle {\ce {Al^{3+},}}} некоторых растворителей (спирт), радиации и от других причин.
Денатурация часто приводит к тому, что в коллоидном растворе белковых молекул происходит процесс агрегации молекул белка в более крупные, хорошо рассеивающие падающий свет. Визуально это выглядит, например, как образование «белка» при тепловой обработке яиц.

## Ренатурация
Ренатурация — процесс, обратный денатурации, при котором белки возвращают свою нативную (природную) структуру. У большинства белков денатурация необратима. Если при денатурации белка физико-химические изменения связаны с переходом полипептидной цепи из плотно упакованного (упорядоченного) состояния в беспорядочное, то при ренатурации проявляется способность белков к самоорганизации, путь которой предопределён последовательностью аминокислот в полипептидной цепи, то есть её первичной структурой, детерминированной наследственной информацией. В живых клетках данная информация, вероятно, является решающей для преобразования неупорядоченной полипептидной цепи во время или после её биосинтеза на рибосоме в структуру нативной молекулы белка. 
Процесс разрушения вторичной структуры также возможен и у ДНК и иногда называется плавлением. При действии некоторых химических веществ или при нагревании двухцепочечных молекул ДНК до температуры около 100 °C водородные связи между основаниями разрываются, и комплементарные цепи расходятся — ДНК денатурирует. Однако при медленном охлаждении комплементарные цепи могут вновь соединяться в регулярную двойную спираль. Эта способность ДНК к ренатурации используется для получения искусственных гибридных молекул ДНК (так называемая молекулярная гибридизация).
Группа австралийских и американских химиков нашла способ (с помощью использования мочевины и центрифугирования) за несколько минут ренатурировать варёное 20 минут куриное яйцо.